# Химилкон II
Хамилкон II или Химилкон II е Картагенски пълководец в годините 406 – 396 пр.н.е. Произхожда от рода Магониди.
Химилкон застава начело на картагенските военни сили по време на третата кампания в Сицилия. Кампанията му не успява да сломи съпротивата на защитниците и да превземе Гела и Камарина, но за сметка на това тирана на Сиракуза Дионисий се вижда принуден да сключи мир с Картаген, след като Сиракуза е заплашена от картагенска обсада.
През 398 г. пр.н.е. Дионисий I Стари напада изненадващо финикийския град Мотия и го обсажда, въпреки подкрепата на картагенския флот командван от Химилкон II.
В 397 г. пр.н.е. военните действия в Сицилия са подновени и Хамилкон отново се отправя към острова. Като предводител е начело на картагенски поход по северното крайбрежие на Сицилия, по време на който овладява Месина. Картагенците начело с Хамилкон обсаждат безуспешно Сиракуза. Картагенската обсада завършва с пълен провал. На път за Картаген се подлага на гладна диета, следствие на която умира от гладна смърт. Наследен от Магон II.